# Alloblatta planiceps
Alloblatta planiceps är en kackerlacksart som först beskrevs av Rehn, J. A. G. 1937.  Alloblatta planiceps ingår i släktet Alloblatta och familjen jättekackerlackor. Inga underarter finns listade i Catalogue of Life.